# Orangeville (Pennsylvania)
Orangeville è un comune (borough) degli Stati Uniti d'America, situato nello stato della Pennsylvania, nella contea di Columbia.